# Domingos Chohachi Nakamura
Mons. Domingos Chōhachi Nakamura [ドミンゴス中村長八 Domingos Nakamura Chohachi] (Fukue-jima, 2 de agosto de 1865 - Álvares Machado, 13 de marzo de 1940) fue un misionero y sacerdote católico de la diócesis de Nagasaki (Japón). Desarrolló un  ministerio sacerdotal durante 26 años en Japón, y 17 años en Brasil. Murió  el 14 de marzo de 1940 en la ciudad de Álvares Machado, Brasil, con fama de santidad. Su proceso de beatificación fue abierto en 2002.

## Biografía
Nació en la isla de Fukue-jima, la principal de las Islas Goto (provincia de Nagasaki), y durante los 26 primeros años de su ministerio sacerdotal trabajó en la recién fundada misión de Amami Oshima (provincia de Kagoshima), admirado y querido tanto por los católicos como por los no-creyentes. En 1923, a invitación de su obispo, se trasladó a Brasil para trabajar junto a la comunidad japonesa en aquel país. Allí desarrolló él sólo una inmensa labor de evangelización entre los japoneses de los estados de São Paulo, Mato Grosso, Paraná y sur de Minas Gerais durante 17 años, desde los 58 hasta los 76 años de edad.
P. Nakamura solía viajar a pie, con una pesada maleta, para visitar las fincas donde residían familias japonesas, esparcidas por una zona cuya área total mide más de 3 veces el área del archipiélago japonés. De hecho, cada años solía pasar más de 9 meses en estos viajes pastorales y catequéticos (la mayoría de las familias japonesas que visitaba aún no era católica). A lo largo de los 17 años de evangelización en Brasil bautizó a 1.750 personas (1.304 japoneses, 440 brasileños y 6 de familia mixta).
En 1938 recibió de Pío XI la medalla de San Gregorio Magno, en reconocimiento por su labor. La ceremonia de condecoración fue realizada en São Paulo, y el representante papal fue el japonés Shinjiro Yamamoto (1877-1942), católico y almirante de la Marina Imperial Japonesa. En 1940 fue nombrado administrador apostólico de la diócesis de Kagoshima, pero su carta de nombramiento le llegó una semana después de su fallecimiento. 
En febrero de 1940, Padre Nakamura enfermó cuando estaba en la ciudad de Álvares Machado, y a las 16:00 del 14 de marzo entregó su alma a Dios. Ya en vida gozó de fama de santidad entre japoneses y brasileños por su incansable labor misionera, celo sacerdotal y ejemplar dedicación a las almas. Su proceso de beatificación fue abierto en 2002 en la diócesis de Bauru. El postulador de la causa es Mons. Rubens Miraglia Zani.
Mons. Nakamura es el primer misionero japonés a trabajar fuera del archipiélago nipónico, y caso sea canonizado sería el primer santo japonés no-mártir.